# Lisa Stansfield
Lisa Stansfield, rođena kao Lisa Jane Stansfield (Blackpool, Lancashire, Engleska, 11. travnja 1966.), britanska je soul i R&B pjevačica i glumica. Nagrađena je Grammyjem i Brit awards nagradama. Prvi put se pojavljuje pred TV ekranima 1982. godine na Granada TV u talent-showu na kojem je pobijedila pjevajući pjesmu "The Things That Dreams Are Made Of" sastava The Human League. Od 1983. godine bila je vodeća članica i pjevačica sastava Blue Zone (u SAD-u se sastav zvao "Blue Zone UK"). Surađuje 1989. godine s britanskim house sastavom Coldcut kada se pojavljuje kao vokal u skladbi "People hold on", a iste godine izdaje i svoj prvi samostalni album "Affection" koji je diljem svijeta prodan u više od 5.000.000 primjeraka i s kojim 1990. godine postaje međunarodna zvijezda. Najpoznatija pjesma s albuma je "All Around The World", snimila je i verziju pjesme s Barry Whiteom. Godine 1999., glumi u filmu "Swing" za koji je napisala glazbu, kao i obrade swing klasika.  

## Diskografija
- Affection (1989.)
- Real Love (1991.)
- So Natural (1993.)
- Lisa Stansfield (album) (1997.)
- Face Up (2001.)
- Biography - The Greatest Hits (2003.)
- The Moment (2004.)
- Seven (2014.)
- Deeper (2018.)

## Vanjske poveznice
- Službena stranica  Arhivirana inačica izvorne stranice od 20. studenoga 2012. (Wayback Machine)

### Ostali projekti
|  | Zajednički poslužitelj ima još gradiva o temi Lisa Stansfield |